# Terazijský tunel
Terazijský tunel (v srbštině Теразијски тунел/Terazijski tunel) je silniční tunel v Bělehradě, který podchází třídu Terazije. Slavnostně byl otevřen 4. prosince 1970, ve stejný den, jako nedaleký most Gazela.
Vybudován byl v letech 1969–1970, a to i přesto, že potřeba mimoúrovňového překonání třídy Terazije existovala již před druhou světovou válkou. Na západní straně tunel ústí k Zelenému venci, na východní straně pak ústí v průčelí budovy Svazu obchodních komor, který byla vybudována v roce 1960 a v jejímž plánu se s dostavbou tunelu počítalo.
Tunel neměl zůstat osamocen; doplnit ho měl další, který by z bělehradského náměstí Republiky (Trg Republike) směřoval k Brankovu mostu. Zůstalo však pouze u projektu.